# Basketball-Ozeanienmeisterschaft 2015
Die Basketball-Ozeanienmeisterschaft 2015, die 22. Basketball-Ozeanienmeisterschaft, fand zwischen dem 15. und 18. August 2015 in Melbourne, Australien und Wellington, Neuseeland statt. Es war das dritte Mal, dass beide Länder die Meisterschaft gemeinsam ausrichteten.
Gewinner war Australien, das zum 19. Mal den Titel erringen konnte. In der Serie konnte Neuseeland mit 2:0 Siegen geschlagen werden.

## Spielorte
| Land       | Ort        | Spielstätte     | Kapazität |
| ---------- | ---------- | --------------- | --------- |
| Australien | Melbourne  | Rod Laver Arena | 14.820    |
| Neuseeland | Wellington | TSB Bank Arena  | 5.655     |

## Modus
Gespielt wurde in Form einer Best-of-Three Serie. Die Mannschaft, die zuerst zwei Siege erringen konnte, wurde Basketball-Ozeanienmeister 2015.

## Ergebnisse
| 15. August 2015 20:30 |                                                        | Australien | 71 – 59 | Neuseeland | Rod Laver Arena, Melbourne, Australien Zuschauer: 15.062 |
| 15. August 2015 20:30 | Punkte pro Viertel: 12 : 16, 22 : 10, 15 : 18, 22 : 15 |            |         |            | Rod Laver Arena, Melbourne, Australien Zuschauer: 15.062 |
| 15. August 2015 20:30 |                                                        |            |         |            | Rod Laver Arena, Melbourne, Australien Zuschauer: 15.062 |
| 15. August 2015 20:30 |                                                        |            |         |            | Rod Laver Arena, Melbourne, Australien Zuschauer: 15.062 |

| 18. August 2015 19:30 |                                                        | Neuseeland | 79 – 89 | Australien | TSB Arena, Wellington, Neuseeland |
| 18. August 2015 19:30 | Punkte pro Viertel: 14 : 21, 19 : 19, 20 : 26, 26 : 23 |            |         |            | TSB Arena, Wellington, Neuseeland |
| 18. August 2015 19:30 |                                                        |            |         |            | TSB Arena, Wellington, Neuseeland |
| 18. August 2015 19:30 |                                                        |            |         |            | TSB Arena, Wellington, Neuseeland |

| Australien         |
| Meister Australien |
| 19. Meisterschaft  |

## Abschlussplatzierung
| Rang | Mannschaft |
| ---- | ---------- |
| 1    | Australien |
| 2    | Neuseeland |

Australien qualifizierte sich durch den 2:0-Erfolg für das olympische Basketballturnier 2016 in Rio de Janeiro.